# Zoran Boškovski
Zoran Boškovski (Macedonisch: Зоран Бошковски) (Skopje, 11 december 1967) is een voormalig profvoetballer uit Macedonië, die na zijn actieve loopbaan het trainersvak instapte. Hij maakte op 13 oktober 1993 in Kranj de allereerste goal voor de zelfstandige republiek in de vriendschappelijke wedstrijd in en tegen Slovenië (1-4).

## Interlandcarrière
Boškovski, bijgenaamd "Choko", speelde zestien interlands (vijf goals) voor Macedonië. Onder leiding van bondscoach Andon Dončevski maakte hij zijn debuut voor de nationale ploeg op 13 oktober 1993 in de vriendschappelijke uitwedstrijd tegen Slovenië (1-4). Hij nam in dat duel, de eerste voor Macedonië als onafhankelijke staat, na drie minuten de openingsgoal voor zijn rekening. Boškovski werd in die wedstrijd na 86 minuten vervangen door Vančo Micevski. Boškovski wist in zijn eerste vier interlands telkens te scoren.